# Ode

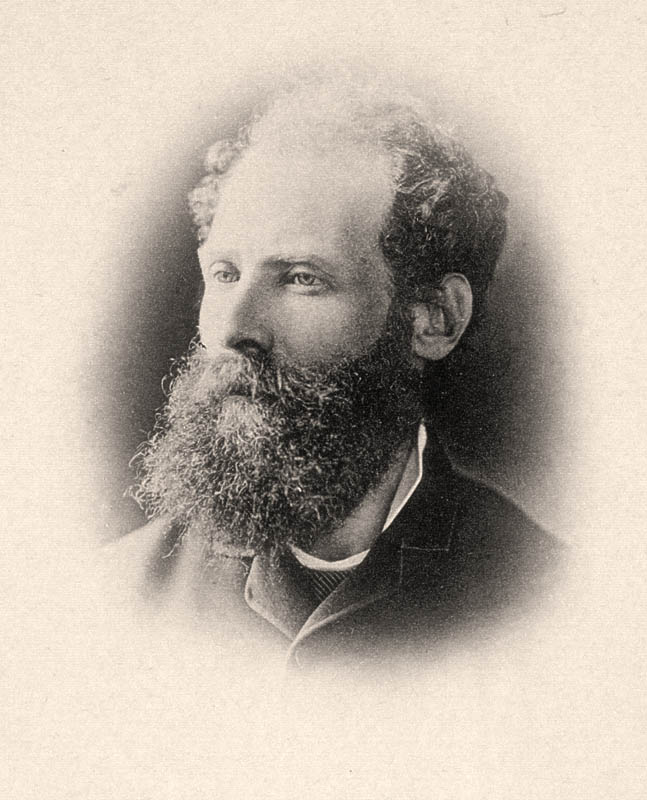
Antero de Quental (1842-1891), membro da Geração de 70, autor das Odes Modernas.

Ode (do grego antigo ᾠδή ōidē) é um poema de estilo particularmente elevado e solene, elaboradamente estruturado, descrevendo intelectual e emocionalmente a natureza e o mundo.

## Origem
Segundo Maddison, "a história da ode começa com o humanismo do Renascimento e a sua adoção da palavra grega erudita "ᾠδή," ode, vinda de "ἀείδειν," cantar, que não era em si um termo técnico, para superar a palavra latina carmen, mais familiar. Tal como carmen, derivado de canere [em latim, o verbo "cantar"], não significava mais que canção, mas no uso dos humanistas do Renascimento era o de uma canção à maneira da antiguidade, distinta da tradição medieval. (...) Assim, os humanistas inventaram um novo género poético, um poema que celebra a experiência contemporânea no gosto antigo.".
De facto, já em 1549, Joachim du Bellay escrevia no seu manifesto poético La Défense et illustration de la langue française: "Lê, então, e, primeiramente, relê, ó futuro poeta, desfolha dia e noite os exemplares gregos e latinos, deixa-me pois todas essas velhas poesias francesas nos Jogos Florais de Tolosa e no Puy de Rouen (...). Canta-me essas odes, ainda desconhecidas da Musa francesa, com as cordas do alaúde de acordo com a lira grega e romana (...)".
A obra de Horácio ("Carmina", em latim), constitui o modelo mais influente nas odes na literatura ocidental (só igualado por Píndaro), isto é, grande parte das odes dos séculos posteriores foram inspiradas pelos poemas de Horácio. O poeta de Venúsia inspirou-se em temáticas e metros dos autores gregos arcaicos, adaptando-os à realidade cultural e social de Roma: Píndaro louvou, nas suas canções corais, as virtudes dos atletas, heróis e deuses; Anacreonte cantou os prazeres do amor e do vinho; Alceu dedicou-se a compor poemas sobre banquetes, temas políticos e amorosos; Safo escreveu hinos aos deuses e versos de forte carga sentimental.

## Literaturas Modernas

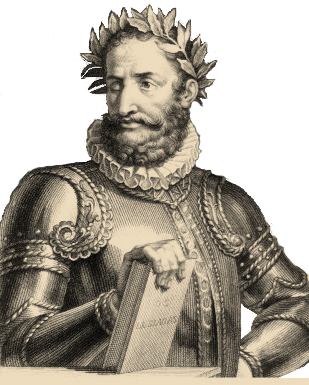
Luís Vaz de Camões (c., 1524 - 1579 ou 1580)

Os poetas do Renascimento começaram a escrever poemas em latim, inspirados pelos autores da Antiguidade Clássica. Mas, posteriormente, também surgiu nas línguas vernáculas este tipo de poesia: com grande pujança se espalhou pelas literaturas europeias, sob a influência do classicismo, tendo como distintos cultores na língua portuguesa António Ferreira e Luís Vaz de Camões. Foi também amplamente explorada no Arcadismo, cujos máximos expoentes, Correia Garção, António Dinis da Cruz e Silva, Reis Quita, Manuel Maria Barbosa du Bocage, Marquesa de Alorna, e Filinto Elísio, foram consumados autores de odes em imitação do estilo de Horácio.
Em  1865, Antero de Quental publicou as suas vanguardistas Odes Modernas, tratando de temas filosóficos e sociais. Igualmente, no século XX, Ricardo Reis, heterónimo de Fernando Pessoa, resgatou a ode do esquecimento e, partindo de uma base estética e formal horaciana e arcadista, compôs várias odes. Por outro lado, o heterónimo Álvaro de Campos reimaginou este tipo de poesia para a sociedade contemporânea em composições como a Ode Triunfal e a Ode Marítima.
Na língua espanhola destacaram-se Garcilaso de la Vega, frei Luís de Leão e Pablo Neruda, entre outros. Em Itália, Francesco Filelfo, Bernardo Tasso, Manzoni, Giousè Carducci, Giovanni Pascoli e Gabriele D'Annunzio. Em França escreveram-nas Ronsard e Victor Hugo. Na língua inglesa (onde foi e ainda é muito popular), Edmund Spenser, Thomas Gray, John Keats, Samuel Taylor Coleridge, William Wordsworth, Percy Bysshe Shelley e Allen Tate. Na língua alemã é famoso Klopstock, tal como é assaz conhecida a Ode à Alegria de Schiller, incorporada por Beethoven na sua sinfonia n.º 9.
Não há forma poética mais lábil do que ode - ela cobre temas tão diversos como o louvor (a uma pessoa, a um país, a uma ideia, a um objecto, etc.), a reflexão intelectual ou sentimental, a exortação à ação, militar ou civil, entre outros.

## Estrutura
Na poesia portuguesa, tradicionalmente, desde o Renascimento, a composição da ode vernácula foi realizada utilizando combinações de decassílabos e hexassílabos, de modo a imitar as curtas estrofes dos poemas horacianos, que utilizam geralmente 4 versos. Desde então, foram muito populares a "lira" (estrofe cujo esquema de rimas é aBabB, em que as letras minúsculas representam versos de 6 sílabas e as maiúsculas versos de 10 sílabas), amplamente utilizada por Camões, e outras estrofes semelhantes.